# Голохвасты
Голохвасты (укр. Голохвасти) — село в Ярмолинецком районе Хмельницкой области Украины.
Население по переписи 2001 года составляло 209 человек. Почтовый индекс — 32115. Телефонный код — 3853. Занимает площадь 1,718 км². Код КОАТУУ — 6825880402.

## Местный совет
32100, Хмельницкая обл., Ярмолинецкий р-н, с. Антоновцы